# Richard Lemon Lander

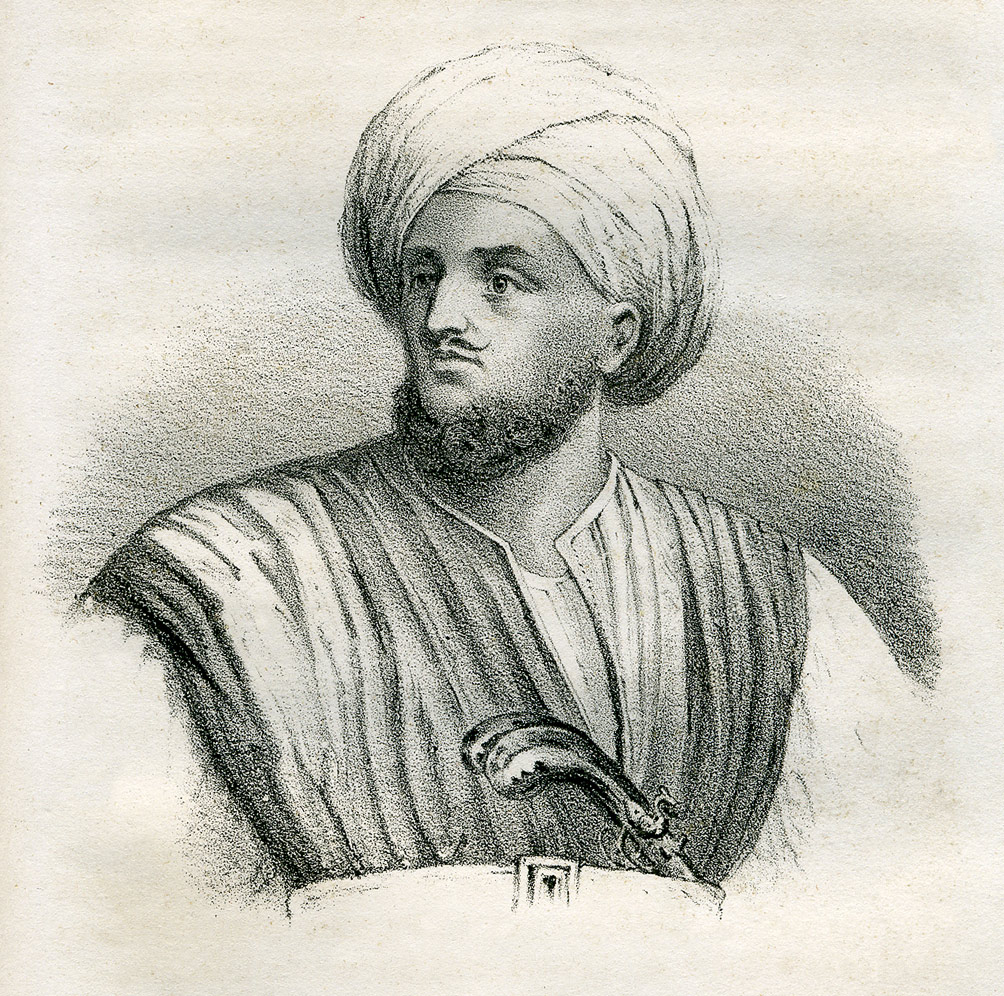
Richard Lemon Lander

Richard Lemon Lander (ur. 1804 w Truro, w Kornwalii, zm. 1834 w Nigerii) – brytyjski badacz Afryki Zachodniej.

## Dzieciństwo i młodość
Ojciec Landera był karczmarzem i z trudem utrzymywał liczną rodzinę. To było przyczyną, że Richard w wieku 11 lat zaciągnął się, jako chłopiec kabinowy, na statek handlowy płynący do Indii Zachodnich i pozostał tam przez trzy lata. Będąc nastolatkiem pracował jako służący bogatych podróżników, odwiedzając tym sposobem wiele krajów europejskich. Uczestniczył także, w służbie majora Colebrooka, w ekspedycji do Afryki Południowej.
W 1825 roku Lander został asystentem kapitana Hugh Clappertona podczas jego drugiej wyprawy mającej poznać bieg rzeki Niger. Dowódca ekspedycji skierował statek do wybrzeży Nigerii, skąd podróżni udali się w głąb lądu, ku miastom Kano i Sokoto. Gdy Clapperton zmarł w Sokoto w kwietniu 1827 roku, Lander – jedyny biały członek wyprawy, który przeżył trudy podróży – wrócił, wraz z przewodnikiem Clappertona, murzynem z plemienia Hausa Williamem Pascoe, na wybrzeże, skąd odpłynął do Anglii, gdzie dotarł w 1828 roku. W 1830 roku wydany został drukiem dziennik Clappertona: Records of Captain Clapperton’s Last Expedition to Africa.

## Do ujścia Nigru
Odwaga i zaradność młodego podróżnika zwróciły uwagę brytyjskiego Foreign and Commonwealth Office. Za sprawą lorda Bathurst, sekretarza wojny i spraw kolonialnych, Lander został ponownie wysłany do Afryki celem dalszego szukania biegu i ujścia Nigru. 9 stycznia 1830 roku zaokrętował się w Portsmouth – wraz z bratem, Johnem Landerem – na statek, którym pożeglował do Zatoki Gwinejskiej. Po krótkim postoju w Cape Coast (dzisiejsza Ghana), gdzie przyjął, jako członka ekspedycji, dawnego przewodnika Clappertona, Williama Pascoe, udał się do Badagri (koło dzisiejszego Lagos), skąd podróżnicy ruszyli w głąb lądu. Wędrując na północ dotarli do brzegów Nigru w okolicach Bussy, gdzie 24 lata wcześniej poniósł śmierć Mungo Park. Stamtąd wędrowali w górę rzeki około 100 mil, po czym zawrócili i rychło natknęli się na główny dopływ Nigru Benue.
Podczas badania rozlicznych odnóg delty Nigru Richard i John zostali uwięzieni przez władcę plemienia Ibo, Obiego. Kacyk oddał ich pod straż miejscowemu handlarzowi, którego nazywali King Boy. Ten zgodził się popłynąć z obu braćmi do ujścia, gdzie Richard miał nadzieję natrafić na jakiś europejski statek i uzyskać okup. Do brzegu Oceanu Atlantyckiego dotarli w połowie listopada ustalając ostatecznie miejsce ujścia wielkiej rzeki.
Podczas gdy John czekał na brzegu w charakterze zakładnika, Richard szukał statku. Kapitan brytyjskiej jednostki o nazwie Thomas zgodził się zapłacić okup, a King Boy zwolnił Johna na słowo. Jednak gdy tylko obaj bracia znaleźli się na pokładzie kapitan kazał podnieść kotwicę i odpłynął. Niezadowoleni z takiego obrotu sprawy bracia kazali wysadzić się na wyspie Fernando Po, gdzie trafili na statek Caernarvon płynący do Rio de Janeiro. Dopiero stamtąd, w roku 1831, wrócili do Anglii, gdzie – jako odkrywcy ujścia Nigru – byli przyjmowani jak bohaterowie. By zachować dobre imię Richarda Landera wśród ludów delty Nigru, brytyjski urząd ds. kolonii wypłacił King Boyowi obiecany okup, przekazując mu 135 niewolników.
W 1832 roku Lander opublikował swoje sprawozdanie z podróży zatytułowane Journal of an Expedition to Explore the Course and Termination of the Niger, a nowo powstałe Royal Geographical Society przyznało mu wysoką nagrodę pieniężną.

## Ostatnia wyprawa
Reputacja Landera jako badacza Afryki zwróciła nań uwagę grupy kupców z Liverpoolu, którzy wynajęli go do poprowadzenia kolejnej ekspedycji celem otwarcia wnętrza Czarnego Lądu dla europejskiego handlu. Wróciwszy nad dolny Niger prowadził więc szereg karawan kupieckich przez cały następny rok. Pascoe, który ponownie mu towarzyszył, zmarł podczas jednej z wypraw, prawdopodobnie otruty przez krajowców.
W pierwszych dniach 1834 roku Lander otrzymał ranę postrzałową podczas starcia z wojownikami miejscowego plemienia koło wioski Angiama, około 160 km od ujścia. Zmarł 2 lutego na wyspie Fernando Po, gdzie szukał pomocy lekarskiej. Z 48 uczestników jego ostatniej ekspedycji przeżyło zaledwie ośmiu.
Richard Lemon Lander, choć nie posiadał żadnego wykształcenia ani majątku, rozwiązał jedną z największych zagadek Afryki Zachodniej, dowodząc, że Niger, o którym przez stulecia myślano, iż jest zachodnim dopływem Nilu, w rzeczywistości uchodzi do Zatoki Gwinejskiej.